# Sport Club Fortuna Köln 1989-1990
Questa voce raccoglie le informazioni riguardanti il Sport Club Fortuna Köln nelle competizioni ufficiali della stagione 1989-1990.

## Stagione
Nella stagione 1989-1990 il Fortuna Colonia, allenato da Hannes Linßen, Jean Löring e Franz-Josef Tenhagen, concluse il campionato di 2. Bundesliga al 14º posto. In Coppa di Germania il Fortuna Colonia fu eliminato al primo turno dal Borussia Dortmund.

## Rosa
| N. |                     | Ruolo | Calciatore       |
| -- | ------------------- | ----- | ---------------- |
|    | Germania (bandiera) | P     | Frank Agaciak    |
|    | Polonia (bandiera)  | P     | Jacek Jarecki    |
|    | Germania (bandiera) | D     | Thomas Agaciak   |
|    | Germania (bandiera) | D     | Dirk Hielscher   |
|    | Germania (bandiera) | D     | Dirk Hupe        |
|    | Germania (bandiera) | D     | Günter Hutwelker |
|    | Polonia (bandiera)  | D     | Paweł Król       |
|    | Germania (bandiera) | D     | Peter Ritter     |
|    | Germania (bandiera) | C     | Ralf Aussem      |
|    | Germania (bandiera) | C     | Andreas Brandts  |
|    | Germania (bandiera) | C     | Stefan Engels    |
|    | Germania (bandiera) | C     | Hans-Jürgen Gede |

| N. |                        | Ruolo | Calciatore       |
| -- | ---------------------- | ----- | ---------------- |
|    | Germania (bandiera)    | C     | Victor Lopes     |
|    | Germania (bandiera)    | C     | Dirk Lottner     |
|    | Germania (bandiera)    | C     | Martin Luhr      |
|    | Germania (bandiera)    | C     | Jürgen Niggemann |
|    | Germania (bandiera)    | C     | Dirk Rehbein     |
|    | Germania (bandiera)    | C     | Peter Seufert    |
|    | Germania (bandiera)    | A     | Thorsten Bolzek  |
|    | Germania (bandiera)    | A     | Holger Friz      |
|    | Germania (bandiera)    | A     | Matthias Hamann  |
|    | Ucraina (bandiera)     | A     | Viktor Pasul'ko  |
|    | Inghilterra (bandiera) | A     | Tony Woodcock    |

## Organigramma societario
Area tecnica
- Allenatore: Franz-Josef Tenhagen
- Allenatore in seconda:
- Preparatore dei portieri:
- Preparatori atletici:

## Calciomercato

### Sessione estiva
| Acquisti | Acquisti        | Acquisti             | Acquisti |
| R.       | Nome            | da                   | Modalità |
| -------- | --------------- | -------------------- | -------- |
| A        | Thorsten Bolzek | Bochum               |          |
| C        | Andreas Brandts | Alemannia Aquisgrana |          |
| A        | Holger Friz     | Vikt. Aschaffenburg  |          |
| D        | Paweł Król      | Śląsk Breslavia      |          |

| Cessioni | Cessioni            | Cessioni           | Cessioni |
| R.       | Nome                | a                  | Modalità |
| -------- | ------------------- | ------------------ | -------- |
| C        | Anthony Baffoe      | Fortuna Düsseldorf |          |
| D        | Friedhelm Frenken   | Viktoria Colonia   |          |
| A        | Uwe Fuchs           | Fortuna Düsseldorf |          |
| C        | Christiaan Pförtner | Saarbrücken        |          |

### Sessione invernale
| Acquisti | Acquisti        | Acquisti      | Acquisti |
| R.       | Nome            | da            | Modalità |
| -------- | --------------- | ------------- | -------- |
| A        | Viktor Pasul'ko | Spartak Mosca |          |

| Cessioni | Cessioni | Cessioni | Cessioni |
| R.       | Nome     | a        | Modalità |
| -------- | -------- | -------- | -------- |

## Risultati

### 2. Bundesliga

#### Girone di andata
| Arbitro: | Barnick |

|                       |           |           |
| Bolzek 22’ Aussem 86’ | Marcatori | 21’ Kloss |

| Arbitro: | Matheis |

|                           |           |                       |
| Jałocha 43’ Schneider 52’ | Marcatori | 17’ Aussem 63’ Bolzek |

| Arbitro: | Berg |

|  |           |          |
|  | Marcatori | 79’ Wolf |

| Arbitro: | Harder |

|  |           |                             |
|  | Marcatori | 88’ (rig.) Seufert 90’ Gede |

| Arbitro: | Pauly |

|                      |           |           |
| Bolzek 4’ Hamann 61’ | Marcatori | 64’ Reich |

| Arbitro: | Diekert |

|                               |           |  |
| Borodjuk 25’, 83’ Goldbæk 90’ | Marcatori |  |

| Arbitro: | Osmers |

|                                   |           |  |
| Hamann 27’ Bolzek 49’ Rehbein 55’ | Marcatori |  |

| Arbitro: | Bruch |

|              |           |                        |
| Pflügler 65’ | Marcatori | 21’ Bolzek 88’ Seufert |

| Arbitro: | Kraus |

|                    |           |             |
| Seufert 88’ (rig.) | Marcatori | 48’ Brefort |

| Arbitro: | Kasper |

|                                       |           |             |
| Majka 20’, 65’ Janz 78’ Schweizer 90’ | Marcatori | 84’ Brandts |

| Arbitro: | Wittke |

|  |           |                     |
|  | Marcatori | 62’ Voigt 65’ Glöde |

| Arbitro: | Heitmann |

|                               |           |                                |
| Regenbogen 54’, 84’ Röber 76’ | Marcatori | 16’ Hamann 48’ Hupe 69’ Bolzek |

| Arbitro: | Schmidt |

|  |           |                                 |
|  | Marcatori | 37’ Rose 83’ (rig.) Buchheister |

| Arbitro: | Amerell |

|                                |           |  |
| Beyel 10’, 53’ Bunk 57’ (rig.) | Marcatori |  |

| Arbitro: | Mölm |

|            |           |            |
| Bolzek 53’ | Marcatori | 71’ Spyrka |

| Arbitro: | Birlenbach |

|                    |           |  |
| Tschiskale 1’, 26’ | Marcatori |  |

| Arbitro: | Weber |

|  |           |          |
|  | Marcatori | 20’ Raab |

| Arbitro: | Scheuerer |

|                                        |           |  |
| Mischke 38’ (aut.) Friz 45’ Hamann 77’ | Marcatori |  |

| Münster 18 novembre 1989, ore 15:00 CET 19ª giornata | Preußen Münster | 0 – 0 referto | Fortuna Colonia | Preußenstadion (8 000 spett.)\| Arbitro: \| Pauly \| |
| Arbitro:                                             | Pauly           |               |                 |                                                      |

#### Girone di ritorno
| Arbitro: | Wiesel |

|                            |           |  |
| Eichenauer 22’ Thömmes 83’ | Marcatori |  |

| Arbitro: | Prengel |

|                                                |           |                     |
| Brandts 14’ Bolzek 45’, 69’ Gede 63’ Lopes 77’ | Marcatori | 44’ Wolff 51’ Sachs |

| Arbitro: | Kraus |

|           |           |           |
| Hjelm 78’ | Marcatori | 41’ Lopes |

| Arbitro: | Gochermann |

|           |           |               |
| Bolzek 9’ | Marcatori | 15’ Alispahić |

| Arbitro: | Schmidt |

|           |           |             |
| Eckel 48’ | Marcatori | 76’ Brandts |

| Arbitro: | Bruch |

|               |           |             |
| Hupe 80’, 90’ | Marcatori | 64’ Schacht |

| Arbitro: | Wittke |

|                        |           |                          |
| Klobke 64’ Böttche 80’ | Marcatori | 20’ Pasul'ko 32’ Brandts |

| Arbitro: | Blüthgen |

|                                      |           |                       |
| Pasul'ko 15’, 19’ Seufert 44’ (rig.) | Marcatori | 36’ Gensch 59’ Müller |

| Arbitro: | Diekert |

|                      |           |  |
| Deffke 20’ Adler 69’ | Marcatori |  |

| Arbitro: | Feistner |

|             |           |            |
| Brandts 50’ | Marcatori | 42’ Moutas |

| Arbitro: | Fröhlich |

|                                 |           |                    |
| Glöde 8’ Pickenäcker 85’ (rig.) | Marcatori | 44’ Hupe 48’ Lopes |

| Arbitro: | Schneider |

|            |           |                |
| Bolzek 89’ | Marcatori | 73’ Regenbogen |

| Arbitro: | Rubel |

|                          |           |                        |
| Buchheister 41’ Aden 82’ | Marcatori | 53’ Bolzek 72’ Brandts |

| Colonia 29 aprile 1990, ore 15:00 CEST 33ª giornata | Fortuna Colonia | 0 – 0 referto | Alemannia Aquisgrana | Südstadion (4 000 spett.)\| Arbitro: \| Eli \| |
| Arbitro:                                            | Eli             |               |                      |                                                |

| Arbitro: | Osmers |

|                        |           |                        |
| Yeboah 22’ Krätzer 69’ | Marcatori | 18’ Bolzek 53’ Brandts |

| Arbitro: | Kasper |

|            |           |                |
| Bolzek 21’ | Marcatori | 60’ Tschiskale |

| Arbitro: | Domberg |

|             |           |  |
| Hecking 45’ | Marcatori |  |

| Arbitro: | Werner |

|                                   |           |  |
| Mischke 43’ Gries 52’ Greiser 56’ | Marcatori |  |

| Arbitro: | Theobald |

|                        |           |                                                  |
| Brandts 40’ Bolzek 83’ | Marcatori | 5’ Terhaar 12’ Bremser 27’, 81’ Gäher 65’ Acquah |

### Coppa di Germania
| Arbitro: | Fröhlich |

|                                    |           |  |
| Rummenigge 24’ Helmer 32’ Zorc 59’ | Marcatori |  |

## Statistiche

### Statistiche di squadra
| Competizione      | Punti | In casa | In casa | In casa | In casa | In casa | In casa | In trasferta | In trasferta | In trasferta | In trasferta | In trasferta | In trasferta | Totale | Totale | Totale | Totale | Totale | Totale | DR  |
| Competizione      | Punti | G       | V       | N       | P       | Gf      | Gs      | G            | V            | N            | P            | Gf           | Gs           | G      | V      | N      | P      | Gf     | Gs     | DR  |
| ----------------- | ----- | ------- | ------- | ------- | ------- | ------- | ------- | ------------ | ------------ | ------------ | ------------ | ------------ | ------------ | ------ | ------ | ------ | ------ | ------ | ------ | --- |
| 2. Bundesliga     | 34    | 19      | 7       | 7       | 5       | 28      | 24      | 19           | 2            | 9            | 8            | 20           | 36           | 38     | 9      | 16     | 13     | 48     | 60     | -12 |
| Coppa di Germania | -     | 0       | 0       | 0       | 0       | 0       | 0       | 1            | 0            | 0            | 1            | 0            | 3            | 1      | 0      | 0      | 1      | 0      | 3      | -3  |
| Totale            | 34    | 19      | 7       | 7       | 5       | 28      | 24      | 20           | 2            | 9            | 9            | 20           | 39           | 39     | 9      | 16     | 14     | 48     | 63     | -15 |

### Andamento in campionato
| Giornata  | 1 | 2 | 3 | 4 | 5 | 6 | 7 | 8 | 9 | 10 | 11 | 12 | 13 | 14 | 15 | 16 | 17 | 18 | 19 | 20 | 21 | 22 | 23 | 24 | 25 | 26 | 27 | 28 | 29 | 30 | 31 | 32 | 33 | 34 | 35 | 36 | 37 | 38 |
| --------- | - | - | - | - | - | - | - | - | - | -- | -- | -- | -- | -- | -- | -- | -- | -- | -- | -- | -- | -- | -- | -- | -- | -- | -- | -- | -- | -- | -- | -- | -- | -- | -- | -- | -- | -- |
| Luogo     | C | T | C | T | C | T | C | T | C | T  | C  | T  | C  | T  | C  | T  | C  | C  | T  | T  | C  | T  | C  | T  | C  | T  | C  | T  | C  | T  | C  | T  | C  | T  | C  | T  | T  | C  |
| Risultato | V | N | P | V | V | P | V | V | N | P  | P  | N  | P  | P  | N  | P  | P  | V  | N  | P  | V  | N  | N  | N  | V  | N  | V  | P  | N  | N  | N  | N  | N  | N  | N  | P  | P  | P  |
| Posizione | 4 | 6 | 8 | 5 | 5 | 8 | 8 | 6 | 5 | 8  | 8  | 9  | 9  | 12 | 12 | 13 | 17 | 12 | 12 | 13 | 11 | 12 | 12 | 12 | 10 | 10 | 8  | 12 | 11 | 10 | 10 | 10 | 10 | 10 | 10 | 11 | 12 | 14 |

Legenda:

Luogo: C = Casa; T = Trasferta. Risultato: V = Vittoria; N = Pareggio; P = Sconfitta.

### Statistiche dei giocatori
| Giocatore    | 2. Bundesliga | 2. Bundesliga | 2. Bundesliga | 2. Bundesliga | Coppa di Germania | Coppa di Germania | Coppa di Germania | Coppa di Germania | Totale   | Totale | Totale      | Totale     |
| Giocatore    | Presenze      | Reti          | Ammonizioni   | Espulsioni    | Presenze          | Reti              | Ammonizioni       | Espulsioni        | Presenze | Reti   | Ammonizioni | Espulsioni |
| ------------ | ------------- | ------------- | ------------- | ------------- | ----------------- | ----------------- | ----------------- | ----------------- | -------- | ------ | ----------- | ---------- |
| F. Agaciak   | 19            | 0             | 1             | 0             | 1                 | 0                 | 0                 | 0                 | 20       | 0      | 1           | 0          |
| T. Agaciak   | 1             | 0             | 1             | 0             | 0                 | 0                 | 0                 | 0                 | 1        | 0      | 1           | 0          |
| R. Aussem    | 24            | 2             | 3             | 0             | 1                 | 0                 | 0                 | 0                 | 25       | 2      | 3           | 0          |
| T. Bolzek    | 31            | 15            | 6             | 0             | 0                 | 0                 | 0                 | 0                 | 31       | 15     | 6           | 0          |
| A. Brandts   | 36            | 8             | 4             | 0             | 1                 | 0                 | 0                 | 0                 | 37       | 8      | 4           | 0          |
| S. Engels    | 1             | 0             | 0             | 0             | 1                 | 0                 | 0                 | 0                 | 2        | 0      | 0           | 0          |
| H. Friz      | 18            | 1             | 1             | 0             | 0                 | 0                 | 0                 | 0                 | 18       | 1      | 1           | 0          |
| H. Gede      | 25            | 2             | 4             | 0             | 0                 | 0                 | 0                 | 0                 | 25       | 2      | 4           | 0          |
| M. Hamann    | 37            | 4             | 5             | 0             | 1                 | 0                 | 0                 | 0                 | 38       | 4      | 5           | 0          |
| D. Hielscher | 30            | 0             | 5             | 0             | 0                 | 0                 | 0                 | 0                 | 30       | 0      | 5           | 0          |
| D. Hupe      | 37            | 4             | 4             | 0             | 1                 | 0                 | 0                 | 0                 | 38       | 4      | 4           | 0          |
| G. Hutwelker | 15            | 0             | 2             | 0             | 1                 | 0                 | 0                 | 0                 | 16       | 0      | 2           | 0          |
| J. Jarecki   | 19            | 0             | 1             | 0             | 1                 | 0                 | 0                 | 0                 | 20       | 0      | 1           | 0          |
| P. Król      | 4             | 0             | 2             | 0             | 0                 | 0                 | 0                 | 0                 | 4        | 0      | 2           | 0          |
| V. Lopes     | 33            | 3             | 4             | 0             | 1                 | 0                 | 0                 | 0                 | 34       | 3      | 4           | 0          |
| D. Lottner   | 1             | 0             | 0             | 0             | 0                 | 0                 | 0                 | 0                 | 1        | 0      | 0           | 0          |
| M. Luhr      | 1             | 0             | 0             | 0             | 0                 | 0                 | 0                 | 0                 | 1        | 0      | 0           | 0          |
| J. Niggemann | 36            | 0             | 3             | 0             | 1                 | 0                 | 0                 | 0                 | 37       | 0      | 3           | 0          |
| V. Pasul'ko  | 15            | 3             | 1             | 0             | 0                 | 0                 | 0                 | 0                 | 15       | 3      | 1           | 0          |
| D. Rehbein   | 20            | 1             | 0             | 0             | 1                 | 0                 | 0                 | 0                 | 21       | 1      | 0           | 0          |
| P. Ritter    | 37            | 0             | 3             | 0             | 1                 | 0                 | 0                 | 0                 | 38       | 0      | 3           | 0          |
| P. Seufert   | 35            | 4             | 6             | 0             | 1                 | 0                 | 0                 | 0                 | 36       | 4      | 6           | 0          |
| T. Woodcock  | 5             | 0             | 0             | 0             | 0                 | 0                 | 0                 | 0                 | 5        | 0      | 0           | 0          |